# Бои на Боровских горах
Бои на Боровских горах (польск. Bitwa pod Borową Górą) — бои во время Сентябрьской кампании, проходившие со 3 по 6 сентября 1939 года между немецкими и польскими войсками вблизи Боровских гор к юго-западу от Пётркува-Трыбунальского и к востоку от Белхатува.

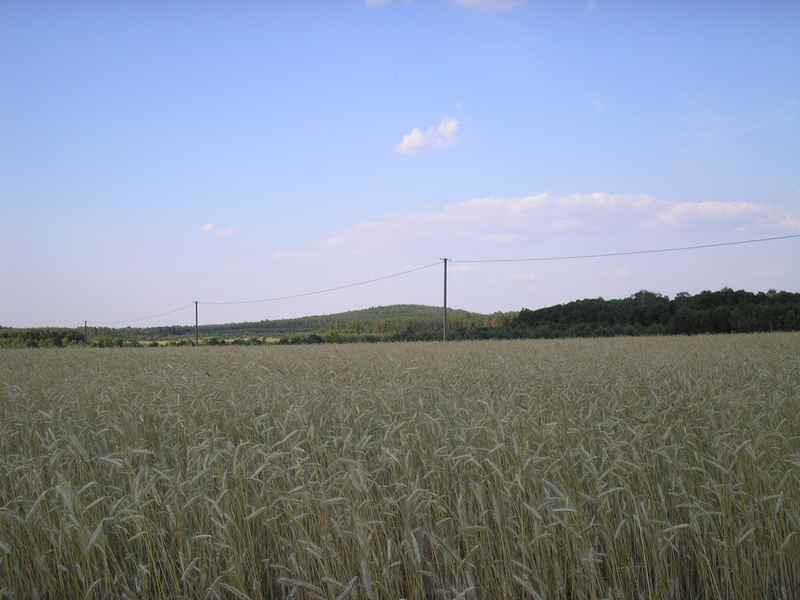
Боровские горы в 2006 г.

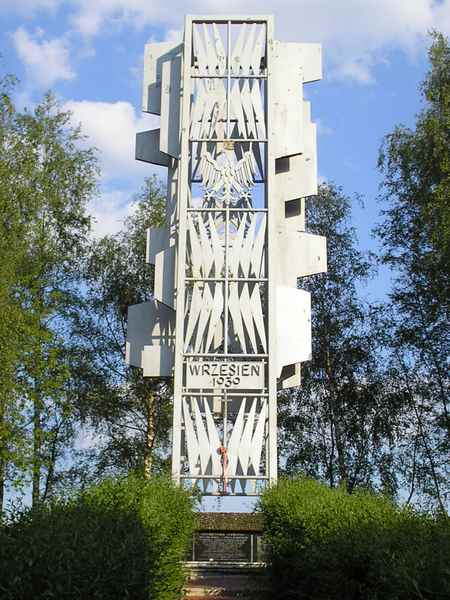
Памятник на Боровских горах

Три холма (278 метров над уровнем моря) представляли собой важный стратегический пункт, который германскому 16 армейскому корпусу необходимо было занять, чтобы продвинуться к Радомско, Пётркува-Трыбунальского и Белхатуву и далее в центральную Польшу. Этот район оборонял польский 2-й легионный пехотный полк под командованием полковника Людовика Чижевского и 146-й пехотный полк под командованием полковника Артура Поллака. Оба полка были частью Лодзинской армии.

## Военная ситуация
Польский генерал Виктор Томме, который командовал оперативной группой армии «Лодзь», базировавшейся в этом районе, приказал полковнику Чижевскому, защищать 25 километровую линию фронта рядом с Розпшой. Польские части должны были удерживать свои позиции до 4 сентября, после чего планировалось начать контрнаступление со стороны Сулеевских лесов. Поскольку у Чижевского не было достаточного количества солдат, он решил занять три основные оборонительные позиции и патрулировать пространство между ними. Центр польской обороны был создан в Боровских горах. Польские части прибыли на свои позиции в ночь на 2/3 сентября. Штаб-квартира офицеров была создана в государственной школе в деревне Янов. Польский генерал, в прошлом полковник Русской императорской армии, Юлиуш Руммель, зная о превосходстве немцев, решил усилить часть Чижевского, послав ему на помощь 301-й танковый батальон под командованием майора Эдмунда Карпова, который состоял из 49 лёгких танков.

## Ход боёв
Первые немецкие части подошли к польским позициям 3 сентября в 13:00. Через два часа немцы начали атаку. Армию Вермахта поддерживали Люфтваффе, которые бомбили польские укрепления, и в результате чего, часть польских солдат начали отступление со своих позиций. Вечером 3 сентября передовые части немецкой 1-й танковой дивизии захватили Розпшу, но через некоторое время были отброшены назад. Также, в 15:00 танки 4-й танковой дивизии атаковали основные польские силы в Боровских Горах, но после ожесточенного боя с польским 3-м батальоном майора Желазовского они отступили и начали перегруппировываться, чтобы утром 4 сентября атаковать холмы с востока.
4 сентября утром немецкая пехота начала наступление по дороге, ведущей к Белхатуву, где также была остановлена и отброшена назад. Но в районе Розпши, началось новое наступление немцев, которое польской армии остановить уже не удалось. 1 - я танковая дивизия атаковала Розпшу, а 4-я сосредоточила свои усилия на захвате Ежува-Судецкого. Во второй половине дня, вся польская линия фронта, в том числе и Боровские горы были подвержены новой атаке. Бои продолжались всю ночь, а утром 5 сентября немцы поддержке люфтваффе прорвали линию обороны. В связи с этим полковник Чижевский приказал отступать к Дулутуву, открыв для вермахта дорогу на Радомско, Пётркув-Трыбунальский и Белхатув  Но поскольку некоторые польские части не знали о приказе Чижевского, в некоторых местах бои продолжались до утра 6 сентября.